# Auguste Deloche
Auguste Deloche (Albert, 30 september 1833 – augustus 1908), met artiestennaam Campocasso (soms Campo-Casso), is een Frans theaterdirecteur uit de 19e eeuw.
Nadat Deloche het theater van Rijsel en later dat van Algiers (1865) had bestuurd, werd hij in 1873 benoemd tot directeur van de Koninklijke Muntschouwburg te Brussel. Na slechts twee seizoenen er de leiding gehad te hebben, verliet hij Brussel om in Parijs het Théâtre de la Ville uit te baten.
In 1876 werd Deloche benoemd tot directeur van de Opéra municipal de Marseille, waar hij aan de slag ging tot in 1881. Daarna trok hij naar Lyon om daar het theater te leiden.

## Carrière
- 1863-1865: Rijsel
- 1865-1867: Algiers
- 1867-1868: Antwerpen
- 1869-1870: Toulouse
- 1870-1873: Parijs
- 1873-1875: Brussel
- 1875-1876: Parijs
- 1876-1881: Marseille
- 1881-1882: Lyon
- 1883-1884: Rouen
- 1885-1886: Marseille
- 1886-1887: Lyon
- 1888-1889: Lyon
- 1892-1893: Parijs
- 1894-1895: Lyon